# Алюминиевая промышленность
Алюминиевая промышленность — отрасль цветной металлургии, объединяющая предприятия по выработке металлического алюминия. По масштабам производства и потребления алюминий занимает первое место среди подотраслей цветной металлургии, а среди отраслей металлургии по объёму уступает лишь производству стали. 
Важнейшими потребителями продукции алюминиевой промышленности являются: авиационная, электротехническая, автомобильная и ряд других отраслей машиностроительной и металлообрабатывающей промышленности, а также строительство, железнодорожный транспорт, химическая, пищевая промышленность.

## История
В 1854 году французским учёным Анри Этьеном Сент-Клер Девилем (Sainte-Claire Deville), был открыт способ промышленного производства алюминия, основанный на вытеснении алюминия металлическим натрием из двойного хлорида натрия и алюминия NaCl·AlCl3. За 36 лет его применения, с 1855 по 1890 гг., способом Сент-Клер Девиля было получено 200 т металлического алюминия.
В 1856 году на заводе братьев Тисье в Руане Девилль организовал первое промышленное предприятие по выпуску алюминия. При этом стоимость 1 кг алюминия сначала равнялась 300 франкам. Через несколько лет удалось снизить продажную цену до 200 франков за 1 кг, но все равно она оставалась исключительно высокой. Алюминий в это время употребляли почти как драгоценный металл для производства различных изделий. Изделия из этого металла даже пользовались популярностью благодаря своему белому цвету и приятному блеску. По мере совершенствования химических методов выделения алюминия цена на него с годами падала. Например, завод в Олбери (Англия) в середине 1880-х годов выпускал до 250 кг алюминия в день и продавал его по цене 30 шиллингов за кг, иными словами, цена его за 30 лет снизилась в 25 раз.
Уже в середине XIX века некоторые химики указывали на то, что алюминий можно получать путём электролиза. В 1854 году Бунзен получил алюминий путём электролиза расплава хлористого алюминия.
Для производства алюминия путём электролиза уже более 100 лет используется технология Эру-Холла — электролиз растворенного глинозема Al2O3 в расплаве криолита. Этот способ производства алюминия придумали независимо друг от друга француз Эру и американец Холл. Благодаря широкому распространению этого метода во всём мире, стало возможным производить алюминий в широких масштабах и цены на него упали в десятки раз.

Принцип работы электролизной ванны по выплавке алюминия

Рост производства был особенно быстрым во время и после Второй мировой войны. Производство первичного алюминия (без учёта производства Советского Союза) составляло только 620 тыс. т в 1939 году. В 1943 году оно возросло до 1,9 млн т. В 1956 году во всем мире производилось 3,4 млн т первичного алюминия, в 1965 году мировое производство алюминия составило 5,4 млн т, в 1980 — 16,1 млн т, а в 1990 — 18 млн т. Производство алюминия в мире в 2007 году составило 37,41 млн тонн (по данным Международного института алюминия (International Aluminium Institute, IAI) и продолжает развиваться очень большими темпами. Применяются Технология Содерберга и другие технологии.

Рост производства алюминия в XX веке

С середины 2010-х годов более половины выплавляемого алюминия на Земле производит Китай.

## Структура алюминиевой промышленности
Алюминиевая промышленность охватывает следующие основные производства,
- добычу алюминиевых руд;
- производство глинозёма (окиси алюминия) из руд или рудных концентратов;
- производство электродов и анодной массы;
- производство фтористых солей (криолита, фторидов алюминия и натрия);
- выплавку металлического алюминия;
- получение полуфабрикатов из алюминия.

Основным природным сырьём для получения глинозёма с целью последующего получения из него алюминия, являются бокситы. Для производства одной тонны металлического алюминия требуется примерно 1930 кг глинозёма, 50 кг фтористых солей, 550 кг угольных электродов (анодной массы или обожжённых анодов) и до 18 000 квт-ч электроэнергии. Алюминиевая промышленность — одна из наиболее энергоёмких отраслей промышленности, поэтому важнейшим условием её развития является наличие мощных источников дешёвой электроэнергии.

## Развитие и размещение алюминиевой промышленности в мире

### Сырьевая база

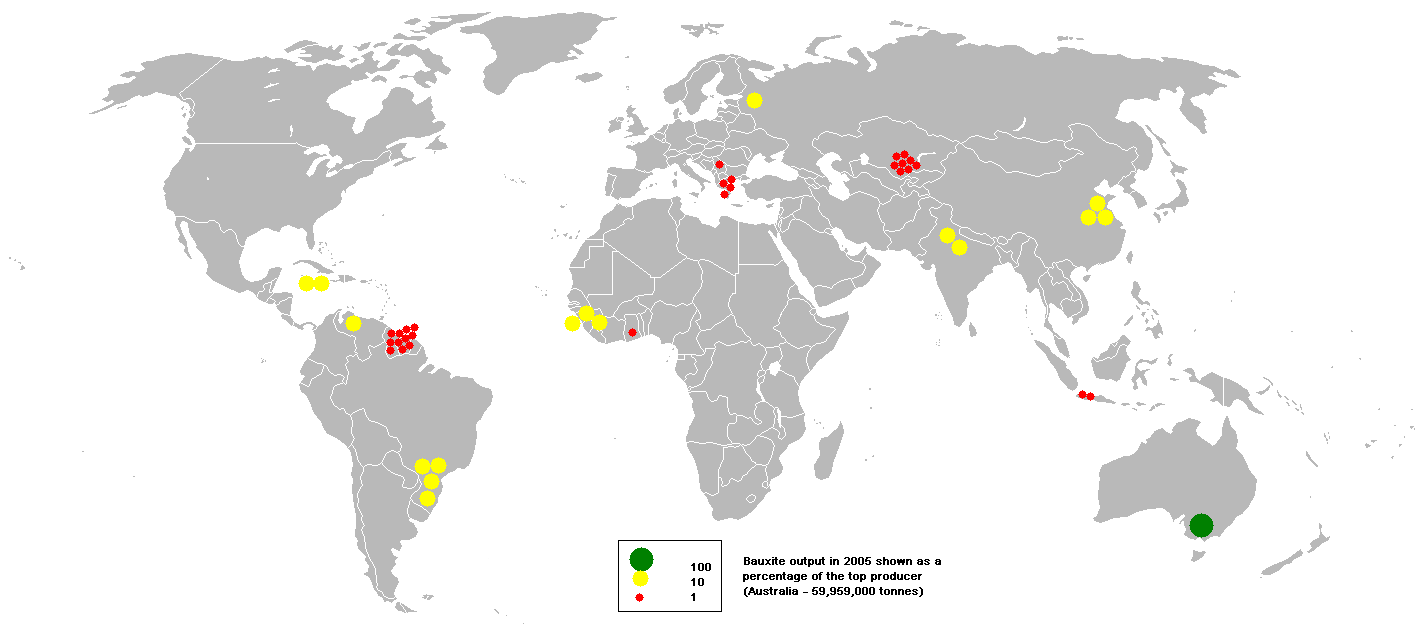
Основные мировые месторождения, на которых добывают бокситы

Боксит является основным минеральным сырьём для алюминиевой промышленности. Его запасы в мире распределены очень неравномерно и ограничены. В мире существует семь бокситоносных районов:
- Западная и Центральная Африка (основные залежи в Гвинее);
- Южная Америка: Бразилия, Венесуэла, Суринам, Гайана;
- Карибский регион: Ямайка;
- Океания и юг Азии: Австралия, Индия;
- Китай;
- Средиземноморье: Греция и Турция;
- Урал (Россия).

По данным Геологической службы США мировые ресурсы бокситов оцениваются в 55 — 75 млрд т, которые распределяются между отдельными регионами следующим образом: Африка — 32 %, Океания — 23 %, Южная Америка и страны Карибского бассейна — 21 %, Азия — 18 %, прочие регионы — 6 %. В целом мировые запасы природных ресурсов бокситов достаточны для удовлетворения мировых потребностей в алюминии в течение продолжительного времени.
Понимая важность сырьевой базы, крупнейшие производители алюминия в мире поделили основные месторождения бокситов высокого качества с содержанием глинозёма не менее 50 %. Другим компаниям остается либо приобретать глинозём на открытом рынке и быть всецело зависимыми от рыночного колебания цен, либо объединять усилия с владельцами месторождений.

### Основные производители алюминия в мире

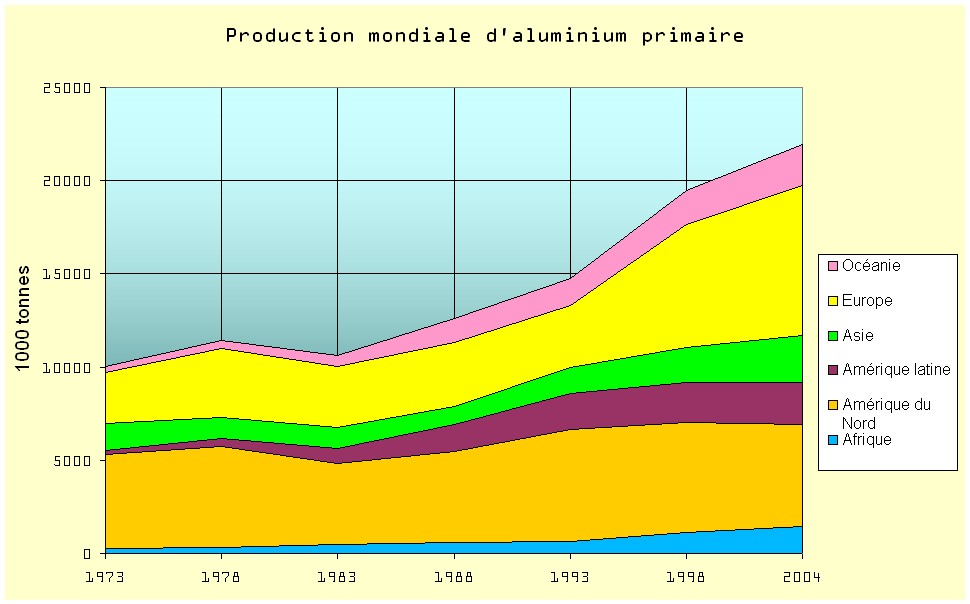
Производство первичного алюминия по частям света земного шара

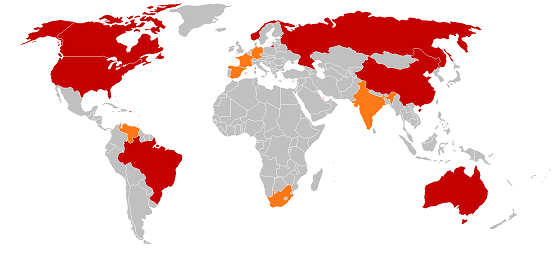
Крупнейшие производители алюминия в мире

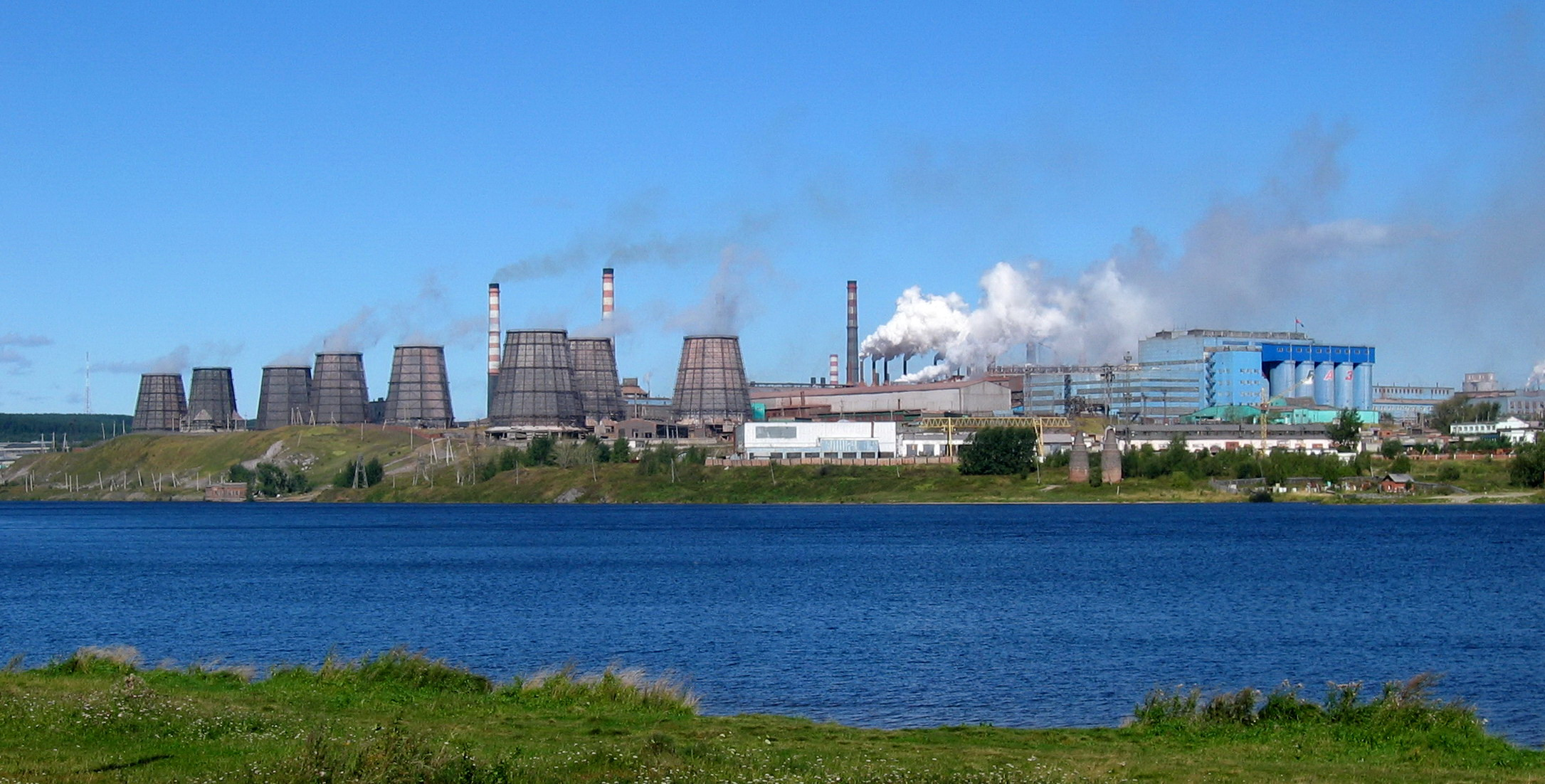
Панорама Богословского алюминиевого завода в городе Краснотурьинске

#### Список стран, крупнейших производителей алюминия
По данным Геологической службы США крупнейшими производителями алюминия в мире явились следующие страны: 
| Место | Страна                        | Производство алюминия в 2016 году, тыс. тонн | Годовые производственные мощности, тыс. тонн |
| ----- | ----------------------------- | -------------------------------------------- | -------------------------------------------- |
| 1     | Китай                         | 31000                                        | 40100                                        |
| 2     | Россия                        | 3580                                         | 4180                                         |
| 3     | Канада                        | 3250                                         | 3270                                         |
| 4     | Индия                         | 2750                                         | 3850                                         |
| 5     | Объединённые Арабские Эмираты | 2400                                         | 2400                                         |
| 6     | Австралия                     | 1680                                         | 1720                                         |
| 7     | Норвегия                      | 1230                                         | 1550                                         |
| 8     | Бахрейн                       | 970                                          | 970                                          |
| 9     | Соединённые Штаты Америки     | 840                                          | 1730                                         |
| 10    | Исландия                      | 800                                          | 840                                          |
| 11    | Бразилия                      | 790                                          | 1400                                         |
| 12    | Саудовская Аравия             | 740                                          | 740                                          |
| 13    | Южно-Африканская республика   | 690                                          | 715                                          |
| 14    | Катар                         | 640                                          | 640                                          |
|       | Весь мир                      | 57600                                        | 72500                                        |

#### Список компаний — крупнейших производителей алюминия
Десятка крупнейших компаний-производителей алюминия выглядит следующим образом:
| Место | Название компании                             | Страна                        | Объём производства, тыс. т |
| ----- | --------------------------------------------- | ----------------------------- | -------------------------- |
| 1     | Русал, UС RUSAL                               | Россия, Швейцария             | 4153                       |
| 2     | Alcoa Inc.                                    | США                           | 3965                       |
| 3     | Alcan                                         | Канада                        | 3454                       |
| 4     | Aluminum Corporation of China Limited, CHALCO | Китай                         | 2034                       |
| 5     | Årdal og Sunndal Verk, ASV (Hydro Aluminium)  | Норвегия                      | 1576                       |
| 6     | BHP Billiton                                  | Австралия                     | 1349                       |
| 7     | Dubai Aluminium Company Limited (DUBAL),      | Объединённые Арабские Эмираты | 872                        |
| 8     | Rio Tinto                                     | Великобритания, Австралия     | 864                        |
| 9     | Aluminium Bahrain B.S.C. (Alba)               | Бахрейн                       | 860                        |
| 10    | Century Aluminum                              | США                           | 741                        |

Самым крупным предприятием по производству алюминия является Братский алюминиевый завод, который первым в мире стал производить более 1 миллиона тонн алюминия в год. Завод производит 30 % российского алюминия и 4 % мирового. Завод потребляет 75 % электроэнергии, вырабатываемой Братской ГЭС.